# 沐春
沐春（约1363年—1399年），字景春，沐英长子，河南定遠（今安徽）人，明朝军事人物。

## 生平
其早年十七岁就随父征战西南，后又平定云南等地反叛。积军功授予後軍都督府僉事，当时群臣请求让其試職（实习职位），朱元璋则说：“這孩子是我家人，不用試職了。”于是直接授予其实职。后沐英死后，沐春继承爵位，镇守云南。并镇压維摩十一寨、平越巂蠻、阿資等叛乱。后得病早亡，年三十六岁。諡惠襄。夫人王氏，无子。
其在任七年时，修屯政，辟农田，凿池河，灌良田，受到民间爱戴。因无子，其弟沐晟继承爵位。